# Голуб Олександр Володимирович
Голуб Олександр Володимирович (*19 липня 1967, Львів) — український політик, один з лідерів КПУ, депутат ВР України кількох скликань, член фракції КПУ (з листопада 2007), заступник голови Комітету з питань свободи слова та інформації (з грудня 2007); член президії ЦК КПУ (з червня 1993), 1-й секретар Львівського обкому КПУ; головний редактор газети «Комуніст» (з жовтня 2002).
Олександр Голуб — один з найбільш помітних представників Комуністичної партії України, прихильник лідера Компартії Петра Симоненка. У листопаді 2006 був єдиним депутатом, який проголосував проти внесеного президентом Віктором Ющенком законопроєкту про визнання Голодомору 1932-1933 геноцидом українського народу.

## Життєпис
Народився 19 липня 1967 у місті Львів; українець; батько Володимир Іванович (1943) — пенсіонер; мати Надія Іванівна (1943) — пенсіонерка.

### Освіта
1988–1993 Львівський державний університет ім. І.Франка, Київський національний університет імені Тараса Шевченка, факультет журналістики, журналіст; 
Національна юридична академія України ім. Ярослава Мудрого, юрист.

### Кар'єра
1984–1985 — технік-конструктор, проєктно-конструкторське бюро об'єднання «Укркінотехніка», м. Львів. 
1985–1987 — служба в армії. 
1988–1993 — власний кореспондент газет «Львовская правда», «Міліцейський кур'єр», «Вечерний Львов», «Благовіст»; оглядач інформаційного агентства «Кронос», м. Львів. 
З 1992 — власкор газети «Правда» (Москва) в Україні. 
1993–1998 — кореспондент, газета «Вільна Україна». Очолював оргкомітет з відновлення діяльності обласної організації КПУ. Був депутатом Львівської облради народних депутатів.

## Депутатська діяльність
Народний депутат України 6 скликання з 11.2007 від КПУ, № 9 в списку. На час виборів: народний депутат України, член КПУ.
3 липня 2012 у другому читанні проголосував за Закон України «Про засади державної мовної політики», який суперечить Конституції України, не має фінансово-економічного обґрунтування і спрямований на знищення української мови. Закон було прийнято з порушеннями регламенту.
Один із 148 депутатів Верховної Ради України, які підписали звернення до Сейму Республіки Польща з проханням визнати геноцидом поляків події на Волині 1942–1944 років.
Народний депутат України 5 скликання з 04.2006 від КПУ, № 7 в списку. На час виборів: народний депутат України, член КПУ. Заступник голови Комітету з питань свободи слова та інформації (з 07.2006), член фракції КПУ (з 04.2006).
Народний депутат України 4 скликання 04.2002-04.06 від КПУ, № 55 в списку. На час виборів: народний депутат України, член КПУ. член фракції комуністів (з 05.2002), член Комітету з питань прав людини, національних меншин і міжнаціональних відносин (з 06.2002).
Народний депутат України 3-го скликання 03.1998-04.2002 від КПУ, № 33 в списку. Член Комітету з питань прав людини, національних меншин і міжнаціональних відносин (з 07.1998); член фракції КПУ (з 05.1998).
03.1998 — кандидат в народні депутати України, виборчий округ № 118, Львівська область. З'явилося 77,2%, за 6,8%, 6 місце з 15 претендентів. З'явилося 77,2%, за 27,8%, 15 суперників. На час виборів: кореспондент газети «Правда», член КПУ.
03.1994 — кандидат у народні депутати України, Шевченківський виборчий округ № 266, Львівська область, висунутий виборцями, 1-й тур — 7,74%, 2 місце з 20 претендентів; 2-й тур — 13,19%, 2 місце з 2 претендентів.

## Критика
Олександр Голуб один із 148 депутатів Верховної Ради України, які підписали звернення до Сейму Республіки Польща з проханням визнати геноцидом поляків події національно-визвольної війни України 1942—1944 років. Цей крок перший Президент України Леонід Кравчук кваліфікував як національну зраду.
Український політик і громадський діяч, нардеп від БЮТ Юрій Гнаткевич вважає:
|  | Олександр Зубчевський представляє іншу частину українства. Він і його колеги по парламенту із фракцій Комуністичної партії й Партії регіонів Левченко, Бондаренко, Симоненко, Колесніченко, Голуб та багато інших, носячи красиві українські прізвища, не лише показово та з мало прихованою злістю ігнорують усе українське: вони борються з усім українським. Вони в дикий спосіб прийняли закон, який уже звів до нуля офіційне використання української мови в багатьох регіонах України, заселених переважно етнічними українцями, та який легітимізував зросійщення українського інформаційного простору й відкрив зелене світло витісненню української мови з освіти.. |

## Нагороди
- Орден «За заслуги» III ступеня[8]